# 7538 Zenbei
7538 Zenbei è un asteroide della fascia principale. Scoperto nel 1996, presenta un'orbita caratterizzata da un semiasse maggiore pari a 2,3636334 UA e da un'eccentricità di 0,1853453, inclinata di 2,51690° rispetto all'eclittica.